# Schönberg-Chandrasekhar-Grenze
Die Schönberg-Chandrasekhar-Grenze ist bei Sternen die Obergrenze, bis zu der ein isothermer Kern dem Druck der umgebenden Hülle standhalten kann. Sie wird üblicherweise im Verhältnis der Masse des Kerns zur Gesamtmasse des Sterns angegeben. Berechnungen zeigen, dass sie bei ungefähr 0,1 liegt, unabhängig von der Masse des Sterns. Sie ist nach Mario Schönberg und Subrahmanyan Chandrasekhar benannt, die sie zuerst hergeleitet haben.
Wenn bei Sternen mittlerer Größe der Wasserstoff im Kern aufgebraucht ist, kommt die Energieproduktion im Zentrum zum Erliegen und es bildet sich ein isothermer Kern aus Helium. Da in einer Schale um den Kern weiterhin Wasserstoffbrennen stattfindet, steigt die Masse des Kerns kontinuierlich an.
Bei Erreichen der Schönberg-Chandrasekhar-Grenze, also wenn die Masse des Kerns ungefähr 10 % der Gesamtmasse ausmacht, kollabiert der Kern, und die Hülle expandiert zum roten Riesen. Im Hertzsprung-Russell-Diagramm entwickelt sich der Stern dabei von der Hauptreihe in den Bereich der Hayashi-Linie.
Dieser Vorgang läuft im Vergleich zur Verweildauer auf der Hauptreihe schnell ab. Es ist deswegen entsprechend unwahrscheinlich, ihn zu beobachten. (Ein Stern mit 5 Sonnenmassen verweilt ca. 80 Mio. Jahre auf der Hauptreihe; die Entwicklung zum roten Riesen dauert etwa 3 Mio. Jahre.) Das ist eine Erklärung für die Hertzsprung-Lücke, dem Bereich im Hertzsprung-Russell-Diagramm, wo nur wenige Sterne beobachtet werden.